# Werner Flach (Philosoph)
Werner Flach (* 25. Juli 1930 in Himmelstadt; † 27. Februar 2023 in Lichtenau, Unterfranken) war ein deutscher Philosoph. Er war Vertreter einer an Kant, den Neukantianismus und insbesondere an seinen Lehrer Hans Wagner anknüpfenden Transzendentalphilosophie.

## Leben
Flach promovierte 1955 an der Universität Würzburg und habilitierte sich dort 1961. Seit 1968 hatte er dort eine Professur für Philosophie inne und wurde 1995 emeritiert.
Hervorgetreten ist Werner Flach vor allem durch seine prononcierte Auseinandersetzung mit den wissenschaftstheoretischen Positionen der analytischen Philosophie aus der Perspektive einer an Kant orientierten Geltungstheorie (Grundzüge der Erkenntnislehre). In seinen letzten Veröffentlichungen hat Flach eine geschichtsphilosophische, teleologisch akzentuierte Kant-Interpretation vorgelegt (Kant zu Geschichte, Kultur und Recht).

## Werke (Auswahl)
- Negation und Andersheit. Ein Beitrag zur Problematik der Letztimplikation, München-Basel 1959
- Zur Prinzipienlehre der Anschauung. Bd. 1, Das spekulative Grundproblem der Vereinzelung, Hamburg 1963
- Thesen zum Begriff der Wissenschaftstheorie, Bonn 1979
- Grundzüge der Erkenntnislehre. Erkenntniskritik, Logik. Methodologie, Würzburg 1994
- Grundzüge der Ideenlehre. Die Themen  der Selbstgestaltung des Menschen und seiner Welt, der Kultur, Würzburg 1997
- Die Idee der Transzendentalphilosophie. Immanuel Kant, Würzburg 2002.
- Kant zu Geschichte, Kultur und Recht, Berlin 2015